# Erdbrand

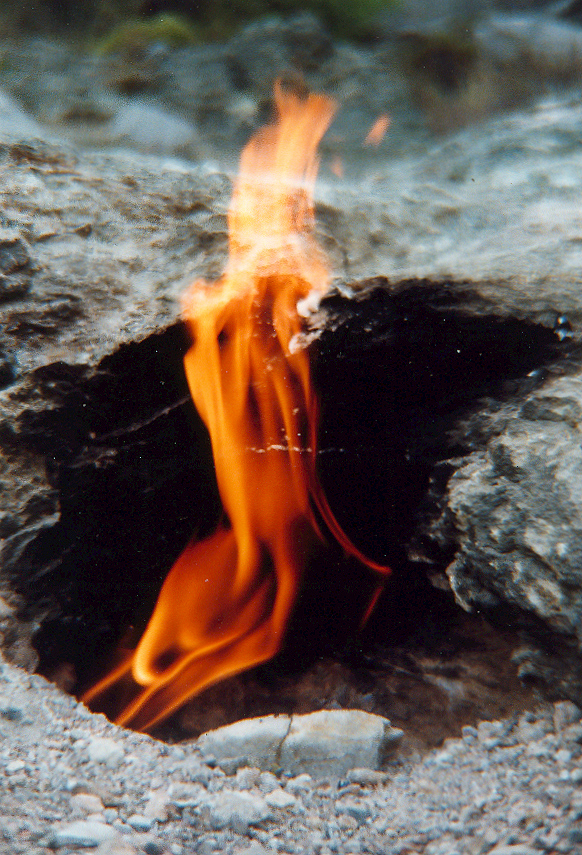
Erdfeuer der Chimaira im türkischen Yanartaş

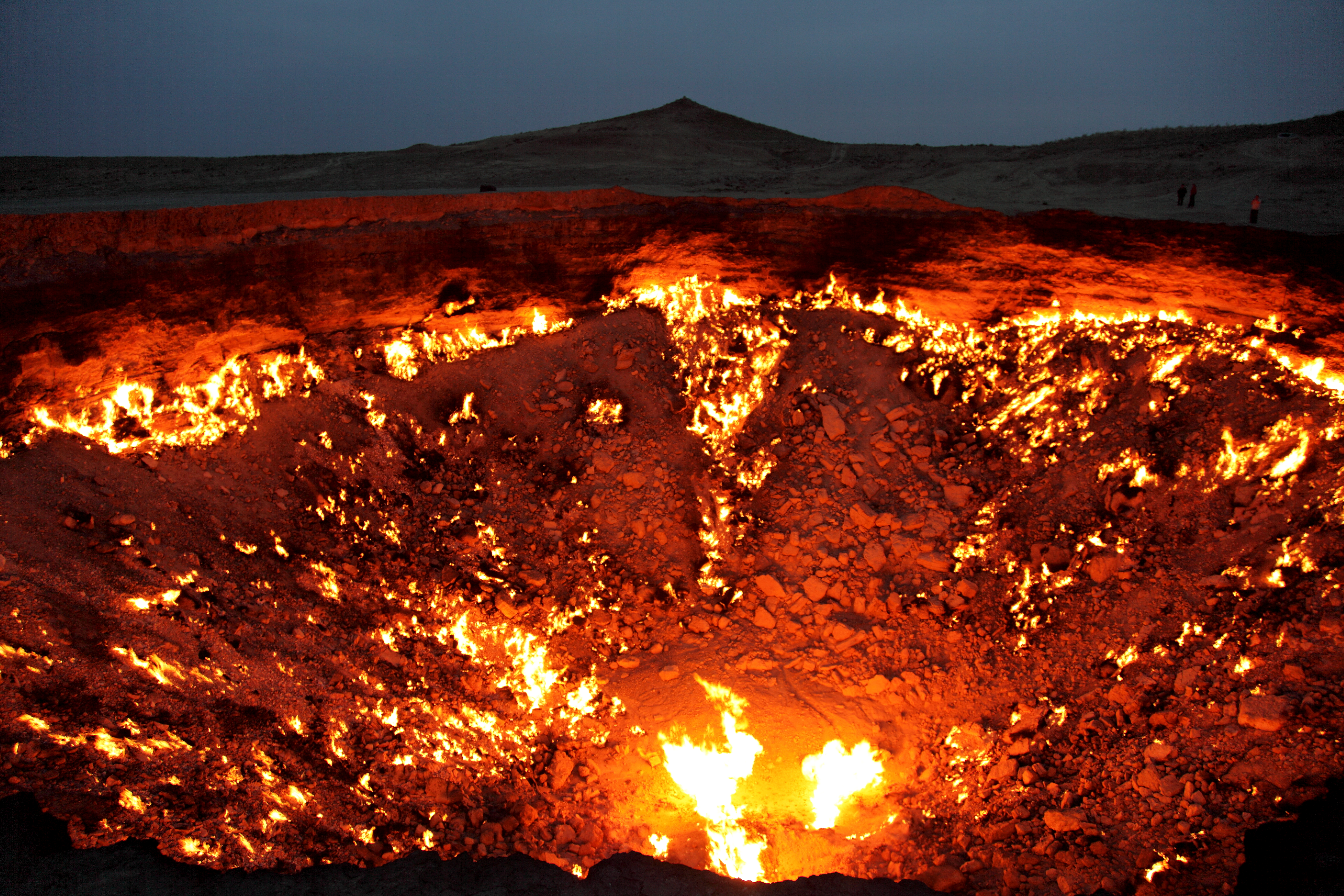
Brennendes Erdgas im Krater von Derweze

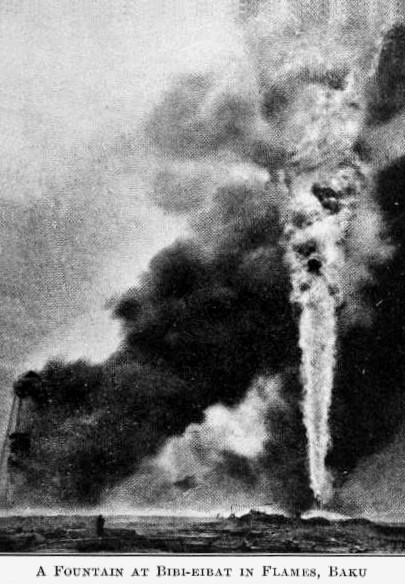
Brennende Ölquelle bei Baku (ca. 1904)

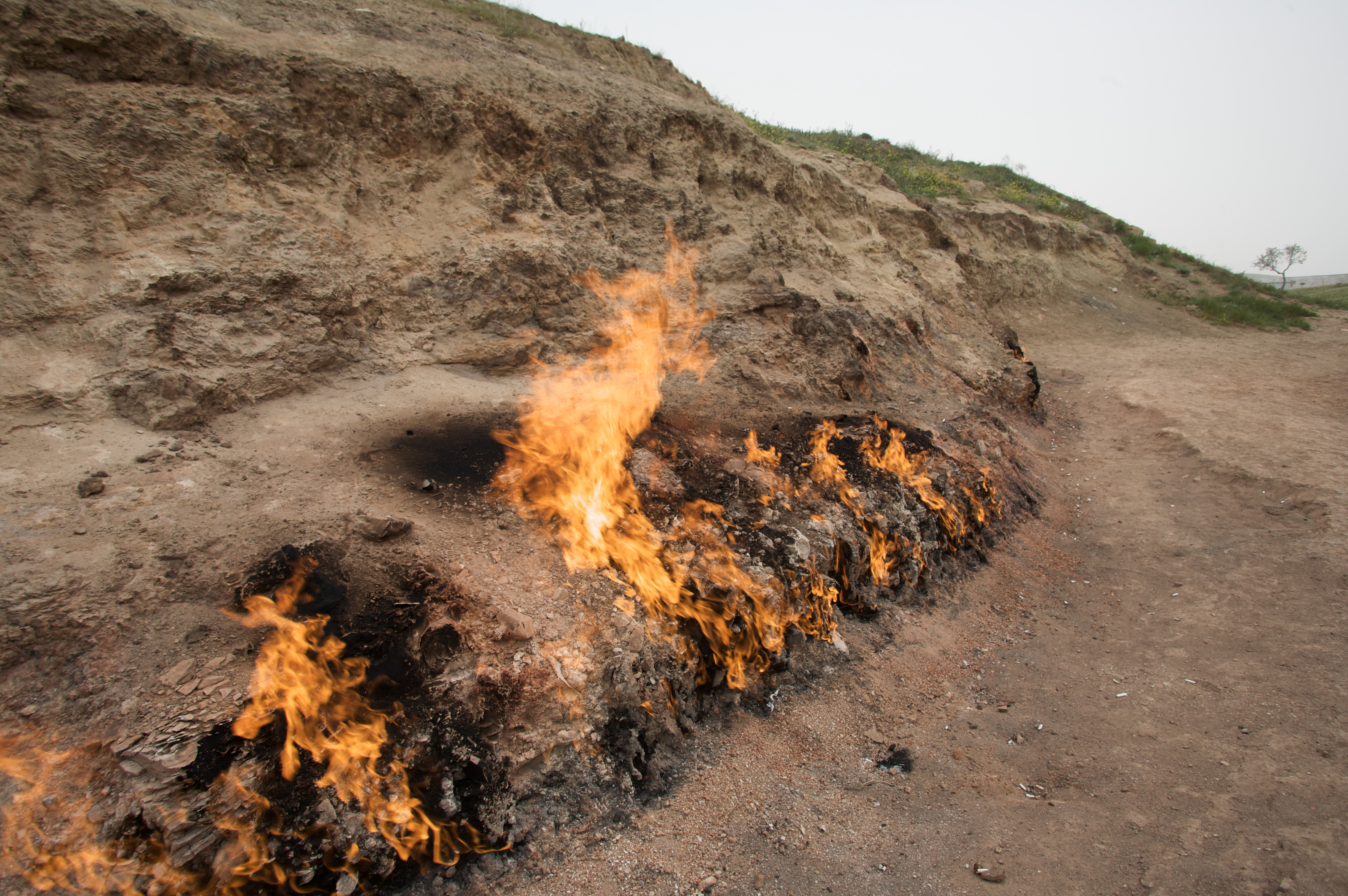
Yanar Dağ in Aserbaidschan

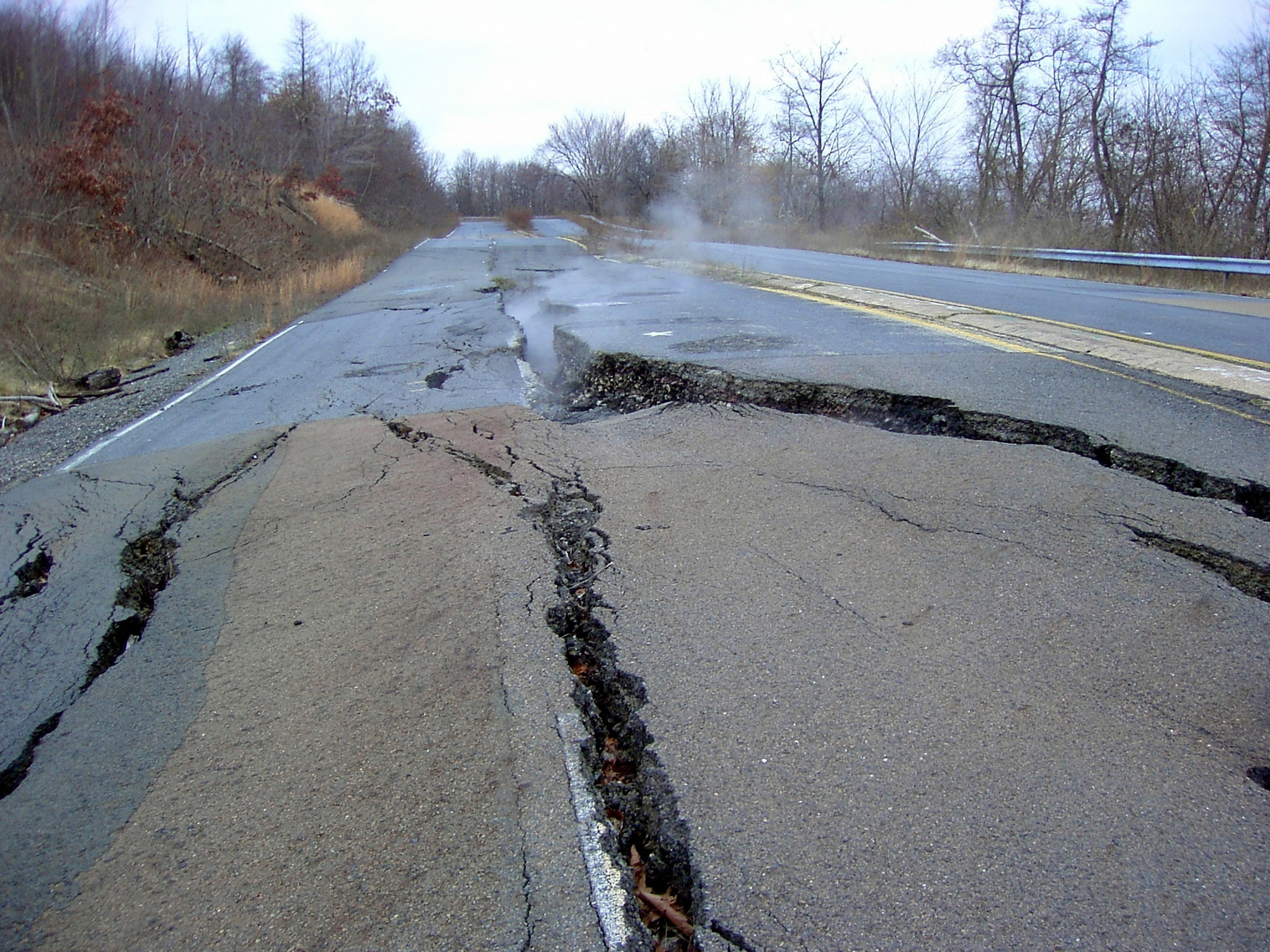
Durch Kohlebrand aufgerissene Straße in Centralia (Pennsylvania)

Erdbrand oder Erdfeuer werden Brände genannt, die durch die Entzündung von Lagerstätten brennbaren Materials entstehen. Typisch für Erdbrände ist, dass der begrenzende Faktor nicht wie bei sonst bekannten Formen von Großbränden die Menge an Brennmaterial, sondern der verfügbare Sauerstoff ist. Es handelt sich daher häufig um Schwelbrände.

## Formen
Brände in Kohleflözen werden Kohlebrände oder Flözbrände genannt. Allgemeiner werden Brände, die bei oder in Zusammenhang mit dem Abbau von Lagerstätten entstehen, Minenbrände oder Minenfeuer genannt. Handelt es sich um Lagerstätten von Erdöl oder Erdgas, so spricht man von Ölfeuern bzw. Bohrlochbränden. Ein bekanntes Beispiel ist der seit 1971 brennende Krater von Derweze in Turkmenistan.
Erdbrände können aber auch durch Selbstentzündung ganz unabhängig von menschlichem Bergbau entstehen und unter Umständen über Jahrzehnte und Jahrhunderte hinweg brennen. Ein bekanntes Beispiel aus Deutschland ist der Planitzer Erdbrand, der 1476 durch Selbstentzündung entstand und erst 1490 gelöscht wurde. Ein anderes ist der sogenannte Brennende Berg bei Saarbrücken, ein seit über 200 Jahren brennendes Steinkohleflöz, das 1770 den eigens angereisten Bergrat und Dichter Johann Wolfgang von Goethe beeindrucken konnte: … ein dicker Dampf stieg aus den Klunsen hervor und man fühlte die Hitze des Bodens auch durch die starken Sohlen.
Eine weitere Form von Erdbränden sind Torffeuer. Bekannt sind in diesem Zusammenhang die großen Torffeuer in Indonesien, durch die ungeheure Mengen von Kohlendioxid in die Atmosphäre gelangen und den Treibhauseffekt verstärken. 1997/1998 hatten die Feuer eine Ausdehnung von zehn Millionen Hektar und hüllten Indonesien und Teile Südostasiens zehn Monate lang in dunklen Rauch ein. Weitere Beispiele sind die Wald- und Torfbrände in Russland 2010 und der Moorbrand im Emsland 2018.

## Erdbrände und Kultorte
Erdbrände waren im Altertum häufig mit Kultorten verbunden, wobei es sich meist um Kulte chthonischer Gottheiten handelte. Ein berühmtes Beispiel ist Olympos im kleinasiatischen Lykien mit dem Kult des Hephaistos, in dessen Nähe sich der Berg Chimaira mit seinen bis heute brennenden Naturgasvorkommen befindet.
In Arkadien befand sich Pausanias zufolge zwischen Trapezous und Basilis ein Ort namens Bathos („Tiefe“, „Abgrund“), eine Schlucht, in der ein Erdfeuer brannte. In dieser Schlucht würden alle zwei Jahre die Mysterien der Großen Göttinnen gefeiert.
Ein weiteres Beispiel für einen Kultort mit hinduistisch-zoroastrischem Hintergrund ist der Feuertempel von Baku, in dem eine durch ein Erdgasvorkommen gespeiste ewige Flamme brannte.

## Erdbrände als Thema in der Literatur
Erdbrände sind in der neueren (deutschsprachigen) Literatur wiederholt Thema gewesen, so etwa in Dorothee Elmigers 2010 veröffentlichten Debütroman Einladung an die Waghalsigen, wo es bereits im Klappentext heißt: „In den Stollen eines Kohlereviers ist vor Jahrzehnten ein Feuer ausgebrochen – und noch immer lodern unter Tage die Flammen.“
Auch im Roman xo von Francis Nenik spielt ein Erdbrand eine zentrale Rolle. Der Erdbrand wird hier einerseits als eine unterirdisch wütende Kraft beschrieben, gleichzeitig aber auch seine Nutzbarmachung über der Erde (z. B. Pflanzhäuser, die auf dem warmen Boden errichtet werden) vorgeführt.